# 10A busz (Veszprém)
A veszprémi 10A jelzésű autóbusz egy körjárat volt, Veszprém vasútállomástól indulva érinti a Belvárost és az Endrődi Sándor lakótelepet, majd visszatér a vasútállomásra. A járatot a V-Busz üzemeltette.

## Története
A járatot 2019. szeptember 1-jén indította el a V-Busz.
2019. december 15-étől nem közlekedik.

## Útvonala
| Veszprém vasútállomás → Endrődi Sándor lakótelep → Veszprém vasútállomás |
| --- |
| Veszprém vasútállomás vá. – Jutasi út – Aulich Lajos utca – Aradi vértanúk utca – Haszkovó utca – Jutasi út – Mindszenty József utca – Brusznyai Árpád utca – Megyeház tér – Óvári Ferenc út – Dózsa György utca – Harmat utca – Endrődi Sándor utca – Kiskőrösi utca – Pázmándi utca – József Attila utca – Komakút tér – Iskola utca – Óvári Ferenc út – Megyeház tér – Brusznyai Árpád utca – Mindszenty József utca – Jutasi út – Haszkovó utca – Aradi vértanúk utca – Aulich Lajos utca – Jutasi út – Veszprém vasútállomás vá. |

## Megállóhelyei
Az átszállási kapcsolatok között az ellenkező irányban, illetve eltérő üzemidővel közlekedő 1-es, 2-es, 10-es, 20-as és 21-es buszok nincsenek feltüntetve.
| 0  | Veszprém vasútállomás végállomás | 32 | 3, 4, 5, 11 Helyközi buszok Veszprém                              |
| 1  | Aulich Lajos utca                | ∫  | 3, 4, 11, 18 Helyközi buszok                                      |
| 2  | Láhner György utca               | 32 | 18                                                                |
| 3  | Penny Market                     | 31 | 18                                                                |
| 4  | Deák Ferenc iskola               | 30 | 6, 8, 18                                                          |
| 5  | Aradi vértanúk utca              | 29 | 6, 8, 18                                                          |
| 6  | Laktanya                         | 28 | 3, 4, 4A, 6, 7, 7A, 8, 11, 18                                     |
| 7  | Jutasi úti lakótelep             | 27 | Helyközi buszok                                                   |
| 8  | Jutasi út 61.                    | 26 |                                                                   |
| 9  | Petőfi Sándor utca               | 25 | 3, 4, 4A, 7, 7A, 13                                               |
| 11 | Veszprém autóbusz-állomás        | 24 | 3, 4, 4A, 7, 7A, 12, 13, 22, 23 Helyközi buszok Távolsági járatok |
| 12 | Hotel                            | 23 | 3, 4, 4A, 5, 6, 7, 7A, 12, 13, 22, 25                             |
| 14 | Színház                          | 21 | 3, 4, 4A, 5, 6, 8, 13, 25 Helyközi buszok Távolsági járatok       |
| 15 | Harmat utca                      | ∫  | 3, 5, 8, 25                                                       |
| ∫  | Komakút tér                      | 20 | 4, 4A, 6, 8 Helyközi buszok Távolsági járatok                     |
| ∫  | Pázmándi utca 24.                | 19 |                                                                   |
| ∫  | Vámosi utca 24.                  | 18 |                                                                   |
| ∫  | Endrődi Sándor utca              | 17 |                                                                   |
| 16 | Endrődi Sándor lakótelep         | 16 |                                                                   |